# Leucanopsis umbrina
Leucanopsis umbrina là một loài bướm đêm thuộc phân họ Arctiinae, họ Erebidae.